# Sistema de Euler
En matemáticas, un sistema de Euler es un concepto que aparece en la teoría de  módulos de Galois, fue identificado por primera vez en un trabajo de Victor Kolyvagin hacia 1990 que trataba sobre los puntos de Heegner en las curvas elípticas modulares. Este concepto ha sido posteriormente elaborado en forma axiomática, especialmente por Barry Mazur y Karl Rubin. 
La motivación general para utilizar los sistemas de Euler, es que se supone ellos poseen fuertes nexos y pueden ser derivados a partir de la cohomología de grupo, y que tendrían la capacidad de 'controlar' o acotar los grupos de Selmer, en diferentes contextos. 

De acuerdo a ideas generalmente aceptadas, este control es una característica de las funciones L, a través de sus valores en determinados puntos. La virtud de los sistemas de Euler es que ellos pueden funcionar como un  'middle term', entre el conocimiento de las funciones L que aparentemente es muy complejo, y los grupos de Selmer que son el objeto de estudio de la geometría de Diofanto. La teoría esta aún en etapas de desarrollo; en esencia se tiene esperanzas en que sería aplicable a las extensiones abelianas, organizadas en torres infinitas, y sus grupos de Galois pro-finitos. El concepto de sistema de Euler se supone concreta una idea de un sistema coherente de clases de cohomología en esta torre, con respecto a algún level-changing maps del tipo general de  norma de campo, en la presencia de un principio local-global.
La idea del sistema de Euler tuvo un momento de gloria fallida en el primer intento por parte de Andrew Wiles de demostrar el último teorema de Fermat. El uso de un sistema de Euler fue el camino original que siguió Wiles, pero después se encontró que no era posible demostrar el último teorema de Fermat con ese método.